# Abd-al-Ilah (nom)
Abd-al-Ilah és un nom masculí teòfor àrab (àrab: عبد الإله, ʿAbd al-Ilāh) que literalment significa ‘Servidor del Déu’, essent al-Ilah un arcaisme de la forma contracte i més usual de referir-se a Déu, Al·lah. Si bé Abd-al-Ilah és la transcripció normativa en català del nom en àrab clàssic, també se'l pot trobar transcrit Abd al-Ilah, Abdelilah, Abdul Ielah... normalment per influència de la pronunciació dialectal o seguint altres criteris de transliteració. Com a teòfor, també el duen molts musulmans no arabòfons que l'han adaptat a les característiques fòniques i gràfiques de la seva llengua.